# گیاگان قطر

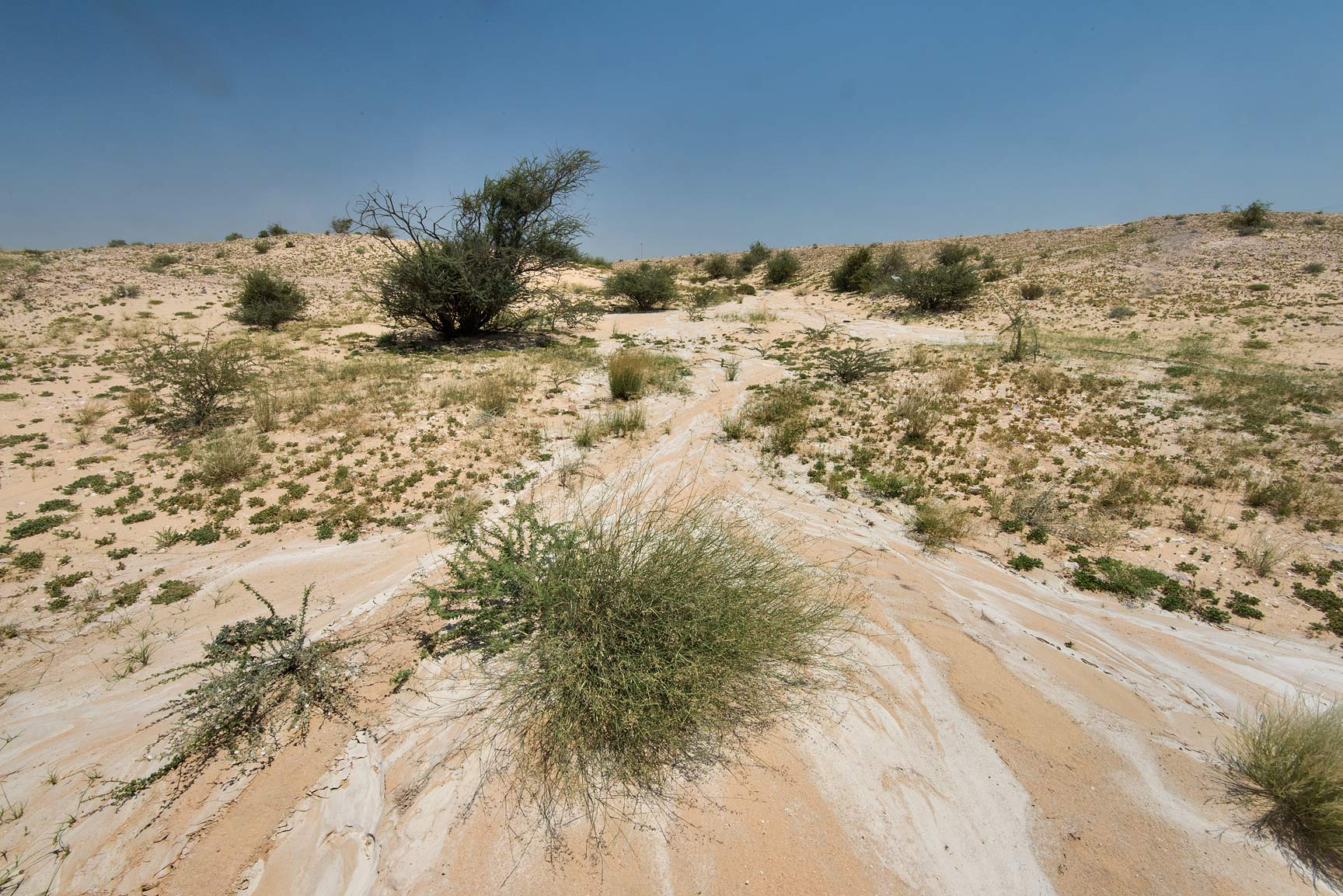
ارزن شن‌دوست در یک وادی نزدیک مکینس، قطر

گیاگان قطر (انگلیسی: Flora of Qatar) دارای بیش از ۳۰۰ گونه گیاه وحشی است. قطر در یک شبه جزیره کوچک بیایانی قرار گرفته‌است که از سمت شرق به غرب، دارای طولی بالغ بر ۸۰ کیلومتر (۵۰ مایل) و از سمت شمال به جنوب، دارای طولی بالغ بر ۱۶۰ کیلومتر (۱۰۰ مایل) است. قطر، اقلیمی گرم و مرطوب دارد که با باران‌های گاه وبیگاه و پراکنده همراه است. عمده مناطق این کشور بدون پستی و بلندی است و متوسط بارندگی سالانه آن، کمتر از ۳ اینچ است. گل عسلی هر سال در خاک‌های شنی، گل‌هایی به رنگ زرد می‌دهد. خار گلوسونما میوه‌های خوراکی با گل‌هایی به رنگ زرد-خرمایی دارد.
پوشش گیاهی به خاطر هوازدگی شدید خاکی، در زمین دشت ریگی به شدت کم‌تراکم است. یک گونه درخت بومی به نام آکاسیای چتری (در زبان محلی به نام سمر) به خوبی با محیط بیابانی سازگار شده‌است و یکی از رایج‌ترین گونه‌های پوشش گیاهی در قطر است. هم چنین قیچ قطری و دیوخار گرمسیری در این زمین رشد می‌کند.